# Citlala
Citlala är en ort i Mexiko.   Den ligger i kommunen Tlanchinol och delstaten Hidalgo, i den sydöstra delen av landet, 190 km norr om huvudstaden Mexico City. Citlala ligger 850 meter över havet och antalet invånare är 342.
Terrängen runt Citlala är kuperad åt nordväst, men åt sydost är den bergig. Terrängen runt Citlala sluttar norrut. Runt Citlala är det ganska tätbefolkat, med 86 invånare per kvadratkilometer. Närmaste större samhälle är Tlanchinol, 9,4 km sydost om Citlala. Omgivningarna runt Citlala är en mosaik av jordbruksmark och naturlig växtlighet.